# Amazing Journey
Pistes de Tommy
1921 Sparks
Amazing Journey ("le voyage incroyable") est un morceau du groupe britannique The Who, paru en 1969 sur l'opéra-rock Tommy.

## Caractéristiques
Cette chanson est l'un des pivots de l'intrigue de Tommy. C'est l'une des premières chansons écrites spécifiquement pour l'album (contrairement à d'autres, comme Sally Simpson, écrites bien avant). Les premières lignes sont tirées d'un très long poème de Pete Townshend. Au sein de l'histoire, Tommy se retrouve ici seul dans son esprit. C'est alors qu'il a une vision d'un étranger vêtu bizarrement. Tommy le suit dans une métaphore d'un voyage initiatique entrepris au sein de son esprit. Il y a plusieurs narrateurs dans cette chanson ; Tommy, mais aussi un narrateur externe.
La chanson présente quelques caractéristiques musicales intéressantes. La suite d'accords est très particulière, notamment lors de l'introduction, développant une atmosphère onirique. On peut entendre un bruit frémissant et aigu; c'est le son d'une note de piano jouée à l'envers, ce qui montre les expériences faites par le groupe sur Tommy.
Cette chanson est immédiatement suivie par Sparks, ce qui constituait l'un des chevaux de bataille scéniques du groupe.

## Sources et liens externes
- Notes
- Paroles
- Tablatures pour guitare